# Michotamia pruthii
Michotamia pruthii är en tvåvingeart som beskrevs av Joseph och Parui 1987. Michotamia pruthii ingår i släktet Michotamia och familjen rovflugor. Inga underarter finns listade i Catalogue of Life.